# João José de Guimarães e Silva
João José de Guimarães e Silva (s.d. — 19 de fevereiro de 1831) foi um político brasileiro.
Foi presidente da província do Piauí, 15 de fevereiro de 1829 a 17 de fevereiro de 1831.